# إوين ماكين
إوين كريستوفر ماكين (بالإنجليزية: Eoin Macken)‏ (ولد في 21 فبراير 1983) ممثل صانع أفلام، مؤلف، وعارض أزياء أيرلندي. ظهر في ريزدنت إيفل: ذي فاينال شابتر (2016)

## نشأته
ولد ماكين في دبلن. في عائلة مكونة من خمسة أفراد فهو الأبن الوحيد مع شقيقتان. خلال مرحلته التعليمة فشل ماكين في إكمال درجة بكالوريوس العلوم في علم النفس في جامعة كوليدج دبلن بعد أن بدأ مسيرته المهنية في عرض الأزياء والتمثيل في عرض الأزياء بالجامعة في عامي 2002 و2003، انضم بعد ذلك إلى وكالة مورغان، و تم اختياره كوجه لحملة أبركرومبي وفيتش 2003. كما أصبح عارض ضمن عارضي الأزياء لمصمم رالف لورين.

## روابط خارجية
- إوين ماكين على موقع IMDb (الإنجليزية)
- إوين ماكين على موقع ألو سيني (الفرنسية)
- إوين ماكين على موقع أول موفي (الإنجليزية)
- إوين ماكين على موقع قاعدة بيانات الفيلم (الإنجليزية)
- إوين ماكين على موقع كينوبويسك (الروسية)